# خورشیدگرفتگی ۱۰ ژوئن ۱۹۶۴
خورشیدگرفتگی ۱۰ ژوئن ۱۹۶۴ (به انگلیسی: Solar eclipse of June 10, 1964) یک خورشیدگرفتگی از نوع خورشیدگرفتگی جزئی است. این خورشیدگرفتگی در تاریخ ۱۰ ژوئن ۱۹۶۴ میلادی (‎۲۰ خرداد ۱۳۴۳ خورشیدی) روی داد که زمان اوج آن، ساعت ۴:۳۴:۰۷ به‌وقت ساعت هماهنگ جهانی بوده‌است.